# True as Steel (album)
True as Stee je třetí studiové album od německé kapely Warlock. Bylo vydáno v roce 1986.

## Seznam skladeb
1. „Mr. Gold“ – 3:33
2. „Fight For Rock“ – 3:06
3. „Love In The Danger Zone“ – 4:09
4. „Speed Of Sound“ – 3:21
5. „Midnite In China“ – 4:30
6. „Vorwärts, All Right!“ – 3:45
7. „True As Steel“ – 3:20
8. „Lady In A Rock 'n' Roll Hell“ – 3:42
9. „Love Song“ – 3:45
10. „Igloo On The Moon (Reckless)“ – 3:10
11. „T.O.L.“ – 2:20